# Pipandor
Pipandor était une émission radiophonique AM de la Société Radio-Canada (CBF/690 et les autres stations affiliées) s'adressant à un jeune public.  L'émission était diffusée à 9:30 tous les samedis.  Année de diffusion à déterminer.  Toutefois, l'émission était en onde durant l'année 1967.
Guy Godin dans le rôle-titre animait l'émission avec André Montmorency dans le rôle de Colégram.  
Textes: Lorraine Nebel et Paule Sainte-Marie.